# Wybory parlamentarne na Malcie w 2017 roku
Wybory parlamentarne na Malcie w 2017 roku odbyły się 3 czerwca. W ich wyniku wyłoniono 67 posłów do Izby Reprezentantów.

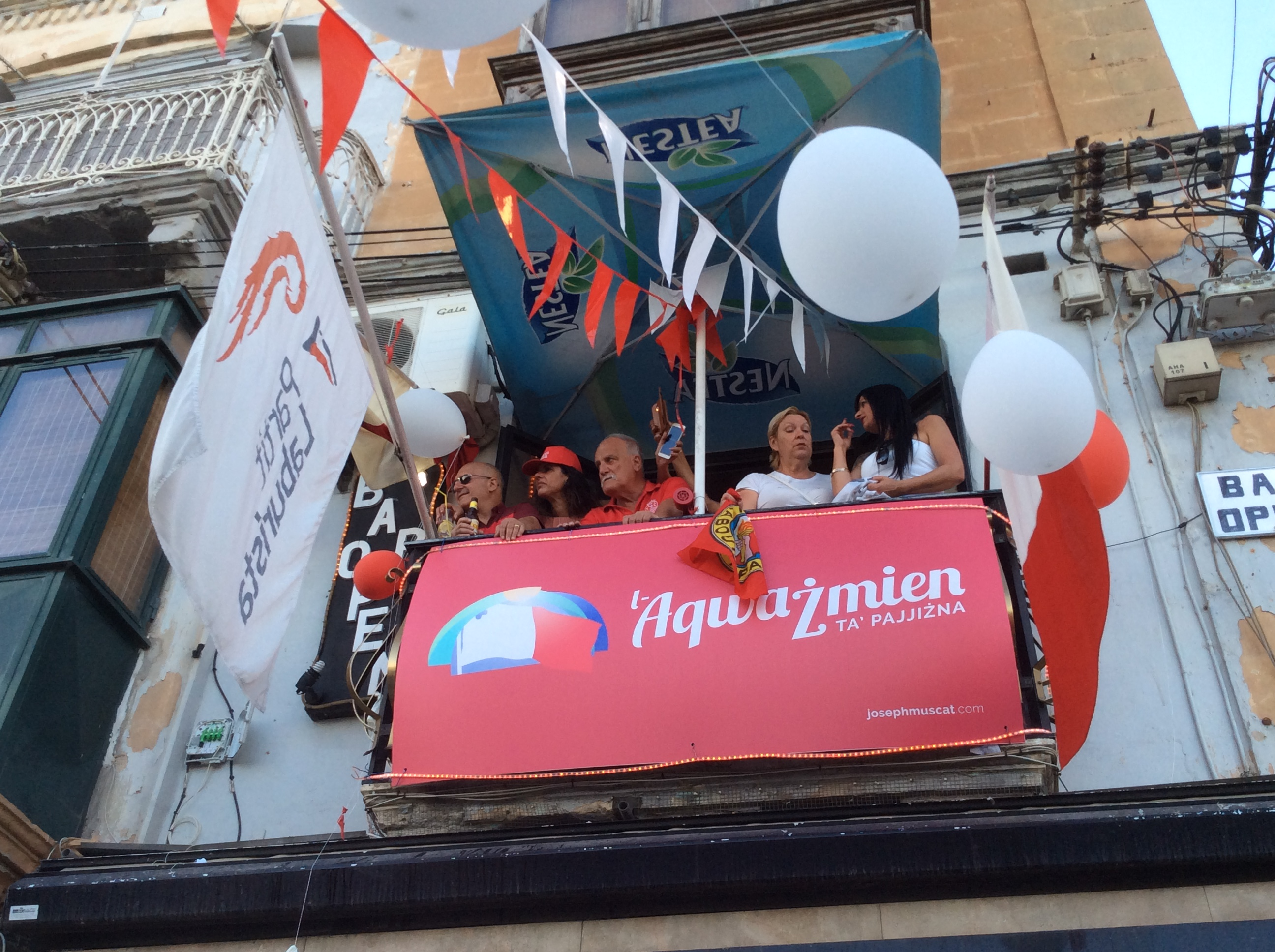
Świętowanie zwolenników zwycięskiej Partii Pracy w Sliemie w dniu ogłoszeniu wyników

Z poparciem 55,04% zwyciężyła w nich reprezentująca nurt centrolewicowy rządząca od wyborów w 2013 roku Partia Pracy Josepha Muscata, która po raz kolejny pokonała rządzącą w latach 1998–2013 centroprawicową Partię Narodową.
W wyborach wzięło udział pięć partii politycznych, była to największa liczba partii w wyborach od wyborów 1962 roku. Frekwencja wyborcza wyniosła 92,06%, co oznaczało spadek o 1pp w stosunku do wyborów z 2013 roku.

## Wyniki
Dwóch członków Partii Demokratycznej uzyskało mandaty kandydując z list Partii Narodowej. Wśród nich znalazła się ówczesna liderka tej partii Marlene Farrugia.
| Partia                                | Partia                                            | Głosy   | %     | Mandaty   | Zmiana      |
| ------------------------------------- | ------------------------------------------------- | ------- | ----- | --------- | ----------- |
|                                       | Partia Pracy                                      | 170 976 | 55,04 | 37        | –2          |
|                                       | Partia Narodowa (koalicja z Partią Demokratyczną) | 135 696 | 43,68 | 30 (28+2) | 0           |
|                                       | Alternatywa Demokratyczna                         | 2564    | 0,80  | 0         | 0           |
|                                       | Moviment Patrijotti Maltin                        | 1117    | 0,36  | 0         | Nowa partia |
|                                       | Alleanza Bidla                                    | 221     | 0,07  | 0         | Nowa partia |
| Niezrzeszeni                          | Niezrzeszeni                                      | 91      | 0,03  | 0         | 0           |
| Głosy nieważne i puste                | Głosy nieważne i puste                            | 4031    | 1,28  | –         | –           |
| Razem                                 | Razem                                             | 314 696 | 100   | 67        | –2          |
| Zarejestrowani wyborcy/frekwencja     | Zarejestrowani wyborcy/frekwencja                 | 341 856 | 92,06 |           |             |
| Źródło: Electoral Commission of Malta |                                                   |         |       |           |             |

Rozmieszczenie mandatów w Izbie Reprezentantów
Wyniki w poszczególnych dystryktach